# Topáz (film)
A Topáz (eredeti cím: Topaz) egy 1969-ben készült színes amerikai film Alfred Hitchcock rendezésében.

## Történet
Hitchcock 51. filmje és egyik legnagyobb bukása volt e kémdráma, amely az 1962-es kubai rakétaválság történetét meséli el egy francia diplomata szemszögéből, aki végül saját hazája államvezetésében leplez le szovjet ügynököket. Hitchcock megváltoztatta a forgatókönyvet, röviddel azelőtt, hogy megkezdték a forgatást. A forgalmazó (Universal Pictures) más befejezést erőltetett, mint amit ő szeretett volna. Hitchcock ezért három különböző befejezést forgatott a filmhez. Az egyikben a két ellenséges ügynök, Frederick Stafford és Michel Piccoli párbajoznak egy futballstadionban.

## Szereposztás
| Szerep             | Színész            | Magyar hangja (1. szinkron) | Magyar hangja (2. szinkron) |
| ------------------ | ------------------ | --------------------------- | --------------------------- |
| André Devereaux    | Frederick Stafford | Végvári Tamás               | Schnell Ádám                |
| Nicole Devereaux   | Dany Robin         | Győry Franciska             | Orosz Anna                  |
| Juanita de Cordoba | Karin Dor          | Andresz Kati                | Kiss Erika                  |
| Rico Parra         | John Vernon        | Melis Gábor                 | Koroknay Géza               |
| Michèle Picard     | Claude Jade        | Málnai Zsuzsa               | Roatis Andrea               |
| François Picard    | Michel Subor       | Hirtling István             | Láng Balázs                 |
| Jacques Granville  | Michel Piccoli     | Reviczky Gábor              | Szersén Gyula               |
| Henri Jarre        | Philippe Noiret    | Huszár László               | Pusztaszeri Kornél          |
| Boris Kusenov      | Per-Axel Arosenius | Szokolay Ottó               | Jakab Csaba                 |
| Philippe Dubois    | Roscoe Lee Browne  | Harkányi Endre              | Rudas István                |
| Michael Nordstrom  | John Forsythe      | Láng József                 | Kautzky Armand              |